# Aéroport de Resistencia
L'Aéroport international de Resistencia ( espagnol : Aeropuerto Internacional de Resistencia   ) (code IATA : RES • code OACI : SARE)         est un aéroport situé dans la province du Chaco, en Argentine, qui dessert la ville de Resistencia. Il est également connu sous le nom de Aeropuerto de Resistencia General José de San Martín . L'Aéroport est exploité par Aeropuertos Argentina 2000. 
L'aéroport de Corrientes est à 28 km à l'est, et il n'est pas rare de voler vers l'un et partir depuis l'autre. 

## Situation
| \| 100 km1:20 642 000 \| Bahía Blanca San Carlos de Bariloche Buenos Aires · J.-Newbery Buenos Aires · Ezeiza Buenos Aires · El Palomar Catamarca Comodoro Rivadavia Córdoba Corrientes El Calafate Esquel Formosa Gobernador Gregores San Salvador de Jujuy La Rioja Malargüe Mar del Plata Mendoza Neuquén Paraná Perito Moreno Puerto · Iguazú Puerto Madryn Reconquista Resistencia Río Cuarto Río Gallegos Río Grande Rosario Salta San Juan San Luis San Martín de los Andes San Rafael Santa Fe de la Vera Cruz Santa Rosa Santiago del Estero Sunchales Tandil Termas de Río Hondo Trelew Tucumán Ushuaia Viedma |
| 100 km1:20 642 000 |

## Compagnies aériennes et destinations
| Compagnies            | Destinations                            |
| --------------------- | --------------------------------------- |
| Aerolíneas Argentinas | Buenos Aires-J. Newbery, Córdoba, Salta |

Edité le 14/12/2023

## Statistiques
Pour des raisons techniques, il est temporairement impossible d'afficher le graphique qui aurait dû être présenté ici.

Voir la requête brute et les sources sur Wikidata.

## Voir également
- Transport en Argentine
- Liste des aéroports d'Argentine